# Daniel Stern
Daniel Stern (16. srpna 1934 – 12. listopadu 2012) byl americký psychoanalytik, ústřední představitel tzv. Bostonské skupiny, kterou lze řadit k interpersonální psychoanalýze, ale jejíž postavení je přesto specifické, právě kvůli vlivným Sternovým teoriím vývoje dítěte.
Stern rozlišil čtyři formy sebeprožívání, které vznikají v různém období dětského vývoje. Lidské já (Self) tak má čtyři úrovně:
- vynořující se (emerging) Self – spjaté se smyslovou zkušeností, která vymezuje
- jaderné Self – ustaví se centrum činnorodosti a vůle, já se počne cítit soudržné
- subjektivní Self – vzniká z interakce s druhými, indikuje ho schopnost se s druhými podílet na projektech (např. pozornost vůči stejné věci, společná emoce)
- narativní Self – já je ustaveno jazykem, vyprávěním

Podle Sterna je také významné, jaký "způsob bytí s druhým" si kojenec osvojí. Na to má zásadní vliv matka. Je-li matka opravdu zaujatá dítětem, osvojí si dítě autentický způsob bytí. Je-li matka depresivní a pokouší se dítě stimulovat nespontánně, odpovídá dítě stejně falešnou odezvou a osvojí si "falešný způsob bytí".